# Stemma dell'Abcasia
Lo stemma nazionale della Repubblica d'Abcasia (Аҧсуа герб) fu adottato dal Soviet Supremo d'Abcasia il 23 luglio 1992, in seguito alla dichiarazione d'indipendenza dalla Georgia.

## Descrizione
Lo stemma è composto da uno scudo bipartito verticalmente, colorato di bianco a sinistra e di verde a destra e bordato d'oro. Allineati al centro vi sono in basso una stella a otto punte e un cavaliere (Arash), in groppa a un cavallo, che scocca una freccia verso il cielo. Questa scena è tratta dalle saghe di Nart. In altro nelle sezioni bianca e verde sono collocate altre due stelle a otto punte.
Tutte le raffigurazioni succitate sono dorate.

## Gli emblemi araldici dell'Abcasia nella storia

Stemma del Principato di Abcasia
L'emblema della Repubblica Socialista Sovietica d'Abcasia
L'emblema della Repubblica Socialista Sovietica Autonoma d'Abcasia